# Люзарш
Люзарш (фр. Luzarches) — муниципалитет во Франции, в регионе Иль-де-Франс, департамент Валь-д'Уаз. Население — 4103 человека (2006).
Муниципалитет расположен на расстоянии около 30 км севернее Парижа, 28 км восточнее Сержи.

## Демография
Динамика населения (Cassini и INSEE):